# Bleed for Me
Bleed for Me – szósty singel zespołu Dead Kennedys wydany w lipcu 1982 roku przez firmę Alternative Tentacles.

## Lista utworów
1. Bleed for Me
2. Life Sentence

## Skład
- Jello Biafra – wokal
- East Bay Ray – gitara
- Klaus Flouride – gitara basowa
- D.H. Peligro – perkusja